# Barbus traorei
Barbus traorei е вид лъчеперка от семейство Шаранови (Cyprinidae). Видът е застрашен от изчезване.

## Разпространение
Разпространен е в Кот д'Ивоар.

## Описание
На дължина достигат до 5,5 cm.